# Tutein
Tutein [ty'tæŋ] er en oprindelig slægt fra Mannheim. I Danmark er den mest kendte person Peter Tutein (1726-1799) kom til København, hvor han oparbejdede en betydelig forretning, bl.a. med sukker, og samtidig drev forskellig industriel virksomhed. 
Hans søn, etatsråd Friederich Johan Tutein (1757-1853), fortsatte forretningen og nød stor anseelse. Som protest mod Tysklands optræden i 1848 nedlagde han sit prøjsiske generalkonsulat. Blandt sidstnævntes sønner skal nævnes etatsråd Friederich Wilhelm Tutein til Edelgave (1791-1867) og hofjægermester Peter Adolph Tutein (1797-1885), der var fader til
Folketingsmand Frederik Christian Ferdinand Tutein (1830-1912). F.W. Tuteins søn, Frederik Giuseppe Gustav Tutein (1825-1920), ejede Edelgave og opførte Gurrehus.
Friederich Johan Tutein (1757-1853) var også fader til vicekonsul og grosserer Ferdinand Tutein (1788-1880), som var fader til vicekonsul og direktør William Axel Tutein (1829-1901), som var fader til Ferdinand Tutein (1861-1931), som ejede Ørsholt.
To af ovennævnte P. Tuteins brodersønner, Diderich Tutein (1751-1827) og Peter Tutein (1752-1828), flyttede ligeledes til København, hvor de begge løste borgerskab som grosserere.